# Polnische Operation des NKWD

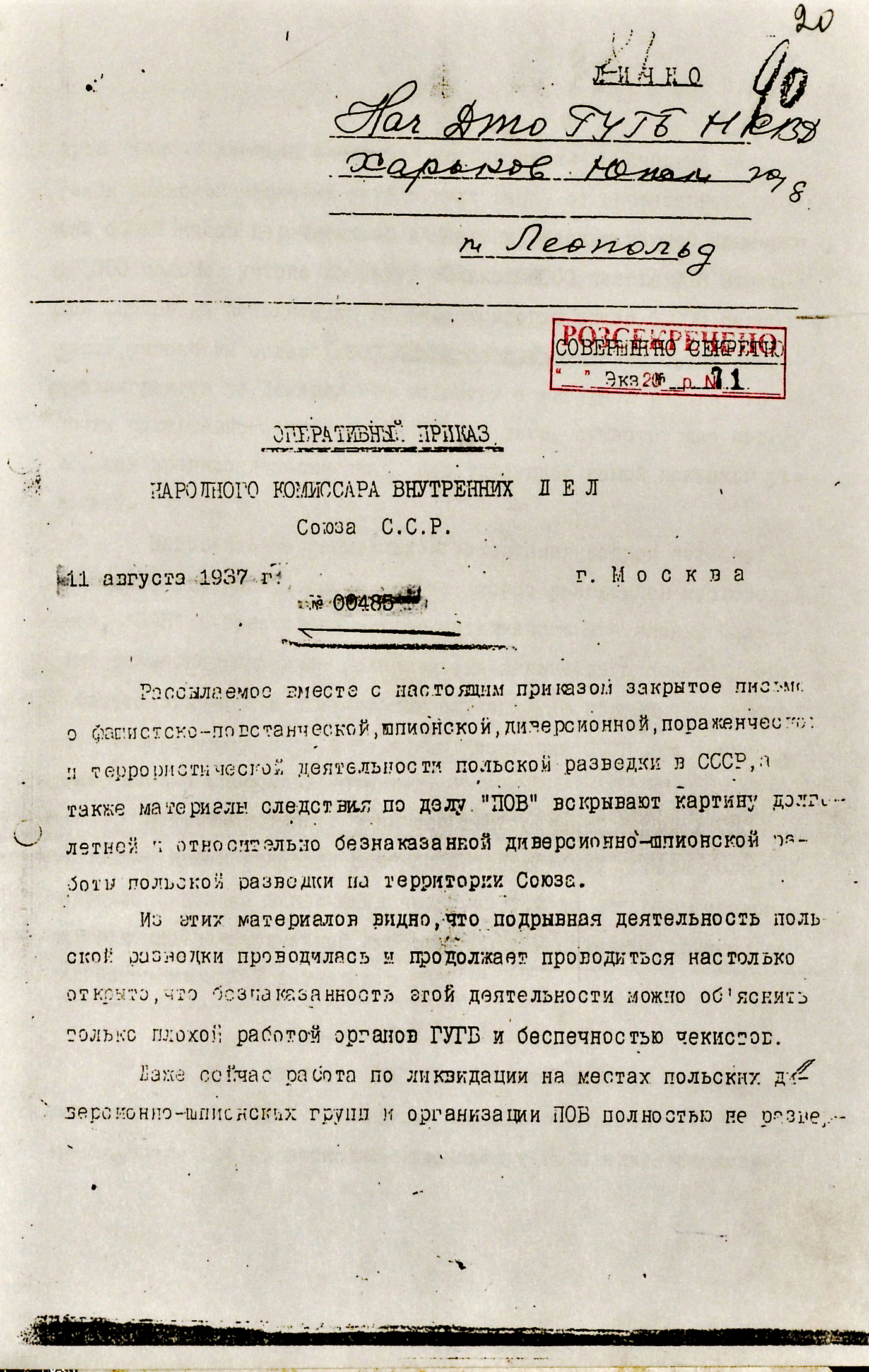
Kopie der ersten Seite des NKWD-Befehls Nr. 00485 zur Auslösung der Polnischen Operation

Als Polnische Operation des NKWD wird eine Aktion zur Verhaftung und Ermordung von Polen und polnischstämmigen Sowjetbürgern durch das Volkskommissariat für Innere Angelegenheiten (NKWD) bezeichnet. Sie war die zweite NKWD-Aktion im Rahmen der sogenannten „nationalen Operationen“ während der Zeit des Großen Terrors 1937/38 in der stalinistischen Sowjetunion und das Modell für alle nachfolgenden nationalen Operationen des NKWD. Die etwas früher – Ende Juli 1937 – ausgelöste Deutsche Operation orientierte sich nach dem Muster der polnischen.

## Ablauf
Grundlage für die Aktion war der NKWD-Befehl Nr. 00485 vom 11. August 1937 „Über die Liquidierung polnischer Sabotage- und Spionage-Gruppen und Unterorganisationen der Polnischen Militär-Organisation (POW)“. Dieser Befehl, dem ein 30 Seiten langer erläuternder Brief – abgesegnet von Stalin und unterzeichnet von Jeschow – beigefügt wurde, unterstellte die Existenz einer entsprechenden, in der Sowjetunion subversiv tätigen militärischen Organisation des polnischen Staates. In der Realität diente der Befehl zur massenhaften Repression von Sowjetbürgern polnischer Abstammung oder mit polnisch klingenden Namen sowie von Sowjetbürgern mit Arbeitskontakten oder privaten Verbindungen nach Polen. Außerdem waren Bewohner des sowjetisch-polnischen Grenzgebiets besonders gefährdet. All diese Menschen gerieten in Verdacht, weil sie als Polen oder polenfreundlich von der Führung der Sowjetunion als Feinde wahrgenommen wurden.
Die 14 Monate andauernde „Polnische Operation“ war die weitaus größte aller „nationalen Operationen“ des NKWD im Zuge des Großen Terrors. Innerhalb von 14 Monaten wurden 143.810 Sowjetbürger polnischer Abstammung, mit polnisch klingenden Namen, mit Kontakten nach Polen oder mit Wohnort in Grenznähe verhaftet. Von ihnen wurden 139.885 verurteilt. 111.091 wurden erschossen. Nach Andrzej Paczkowki stellten ethnische Polen mehr als 10 Prozent der Opfer der Großen Säuberung und etwa 40 Prozent im Zuge der Operationen gegen die nationalen Minderheiten dar.